# 2023 OR1
2023 OR1 es asteroide Atón y un objeto próximo a la Tierra (NEO) con un diámetro estimado entre 14 y 30 metros. El cuerpo pasó a una distancia nominal de sólo 1.195.711 km (0,008 UA) de la Tierra, el 27 de julio de 2023, a las 10:01 UTC.

## Datos de aproximación más cercana
| Fecha/Hora (UTC)           | Distancia mínima a la Tierra | Distancia mínima a la Tierra | Distancia máxima a la Tierra | Distancia máxima a la Tierra | Velocidad relativa(km/s) | Magnitud aparente |
| Fecha/Hora (UTC)           | km                           | UA                           | km                           | UA                           | Velocidad relativa(km/s) | Magnitud aparente |
| -------------------------- | ---------------------------- | ---------------------------- | ---------------------------- | ---------------------------- | ------------------------ | ----------------- |
| 27 de julio de 2023, 10:01 | 1.179.249                    | 0,00788                      | 1.212.171                    | 0,00810                      | 11.42                    | 19.23             |

No hay riesgo de un impacto en la Tierra durante el acercamiento a la Tierra en julio de 2023. Suponiendo que el asteroide tiene entre 14 y 30 metros de diámetro, un impacto por él no alcanzaría el suelo y se desfragmentaría a unos 30 km de la superficie.

## Próximos acercamientos a la Tierra
| Fecha/Hora (UTC)                       | Distancia mínima a la Tierra | Distancia mínima a la Tierra | Distancia máxima a la Tierra | Distancia máxima a la Tierra | Velocidad relativa (km/s) |
| Fecha/Hora (UTC)                       | km                           | UA                           | km                           | UA                           | Velocidad relativa (km/s) |
| -------------------------------------- | ---------------------------- | ---------------------------- | ---------------------------- | ---------------------------- | ------------------------- |
| 17 de abril de 2028, 10:59 ± 1_00:18   | 49.567.633                   | 0,33134                      | 56.583.956                   | 0,37824                      | 21.15                     |
| 18 de enero de 2029, 15:14 ± 4_13:34   | 53.981.535                   | 0,36084                      | 56.417.851                   | 0,37713                      | 13.19                     |
| 2 de junio de 2029, 05:38 ± 5_11:23    | 39.462.451                   | 0,26379                      | 41.409.837                   | 0,27681                      | 8.72                      |
| 17 de octubre de 2023, 22:03 ± 6_05:23 | 56.166.120                   | 0,37545                      | 60.723.079                   | 0,40591                      | 12.76                     |
| 17 de julio de 2030, 11:30 ± 2_05:19   | 36.750.137                   | 0,24566                      | 52.973.031                   | 0,35410                      | 20.10                     |